# Ernst Ocwirk
Ernst Ocwirk (ur. 7 marca 1926 w Wiedniu, zm. 23 stycznia 1980 w Klein-Pöchlarn) – austriacki piłkarz grający na pozycji środkowego pomocnika lub obrońcy, trener piłkarski. Brązowy medalista MŚ 54.
Uchodzi za jednego z najwybitniejszych austriackich piłkarzy w historii. Karierę zaczynał w 1938 w niewielkim klubie FC Stadlau. Następnie grał we Floridsdorfer AC, by w 1947 zostać piłkarzem Austrii Wiedeń. W latach 1956–1961 występował we włoskiej Sampdorii, karierę kończył na początku lat 60. w swoim poprzednim klubie, Austrii. Zostawał z nią mistrzem Austrii oraz zdobywał krajowy puchar.
W reprezentacji Austrii w latach 1945–1962 zagrał 62 razy i strzelił 6 bramek. Podczas MŚ 54 pełnił funkcję kapitana zespołu i zagrał we wszystkich pięciu meczach Austrii w turnieju (2 gole).
W 1951 został wybrany najlepszym sportowcem Austrii. Z sukcesami pracował jako trener. Prowadził Sampdorię (1962–1965), Austrię Wiedeń (1965–1970), 1. FC Köln (1970–1971) i Admirę (1971–1973). Chorował na stwardnienie rozsiane.